# لاريدو (ميزوري)
لاريدو (بالإنجليزية: Laredo)‏ هي مدينة أمريكية تقع في ولاية ميزوري. تبلغ مساحة هذه المدينة 0.7 (كم²)،ويبلغ عدد سكانها 250 نسمة حسب إحصاء سنة 2010 م 250.تشير إحصاءات سنة 2000م بأن الكثافة السكانية في هذه المدينة تقدر بـ(352.8) نسمة/كم2 

## التركيبة السكانية
قام مكتب تعداد الولايات المتحدة بتحديد بيانات التركيبة السكانية للاريدو في تعداد الولايات المتحدة. في ما يلي، التركيبة السكانية حسب تعدادي 2000 و2010.

### تعداد عام 2000
بلغ عدد سكان لاريدو 250 نسمة بحسب تعداد عام 2000، وبلغ عدد الأسر 113 أسرة وعدد العائلات 69 عائلة مقيمة في المدينة. في حين سجلت الكثافة السكانية 913.8 نسمة لكل ميل مربع (352.8/كم2). وبلغ عدد الوحدات السكنية 138 وحدة بمتوسط كثافة قدره 504.4 نسمة لكل ميل مربع (194.7/كم2).
وتوزع التركيب العرقي للمدينة بنسبة 97.20% من البيض و 2.80% من عرقين مختلطين أو أكثر.
بلغ عدد الأسر 113 أسرة كانت نسبة 23.0% منها لديها أطفال تحت سن الثامنة عشر تعيش معهم، وبلغت نسبة الأزواج القاطنين مع بعضهم البعض 49.6% من أصل المجموع الكلي للأسر، ونسبة 8.0% من الأسر كان لديها معيلات من الإناث دون وجود شريك، وكانت نسبة 38.9% من غير العائلات. تألفت نسبة 37.2% من أصل جميع الأسر من أفراد ونسبة 23.9% كانوا يعيش معهم شخص وحيد يبلغ من العمر 65 عاماً فما فوق. وبلغ متوسط حجم الأسرة المعيشية 2.88، أما متوسط حجم العائلات فبلغ 2.21.
بلغ العمر الوسطي للسكان 41 عاماً. وكانت نسبة 25.6% من القاطنين تحت سن الثامنة عشر، وكانت نسبة 5.6% بين الثامنة عشر والأربعة وعشرون عاماً، ونسبة 24.4% كانت واقعةً في الفئة العمرية ما بين الخامسة والعشرون حتى والأربعة وأربعون عاماً، ونسبة 24.4% كانت ما بين الخامسة والأربعون حتى الرابعة والستون، ونسبة 20.0% كانت ضمن فئة الخامسة والستون عاماً فما فوق. يوجد لكل 100 أنثى 98.4 ذكر، ويوجد لكل 100 أنثى في الثامنة عشر من عمرها فما فوق 91.8 ذكر.
بلغ متوسط دخل الأسرة في المدينة 20,536 دولار، أما متوسط دخل العائلة فبلغ 29,688 دولار. وكان متوسط دخل الذكور 23,828 دولار مقابل 16,250 دولار للإناث. وسجل دخل الفرد الخاص بالمدينة 12,451 دولار. وكانت نسبة 13.4% من العائلات ونسبة 19.6% من السكان تحت خط الفقر، وكان من هؤلاء نسبة 42.2% تحت سن الثامنة عشر ونسبة 9.5% في الخامسة والستين من العمر وما فوق.

### تعداد عام 2010
بلغ عدد سكان لاريدو 198 نسمة بحسب تعداد عام 2010، وبلغ عدد الأسر 89 أسرة وعدد العائلات 59 عائلة مقيمة في المدينة. في حين سجلت الكثافة السكانية 707.1 نسمة لكل ميل مربع (273.0/كم2). وبلغ عدد الوحدات السكنية 128 وحدة بمتوسط كثافة قدره 457.1 لكل ميل مربع (176.5/كم2).
وتوزع التركيب العرقي للمدينة بنسبة 99.5% من البيض و 0.5% من عرقين مختلطين أو أكثر.
بلغ عدد الأسر 89 أسرة كانت نسبة 24.7% منها لديها أطفال تحت سن الثامنة عشر تعيش معهم، وبلغت نسبة الأزواج القاطنين مع بعضهم البعض 53.9% من أصل المجموع الكلي للأسر، ونسبة 9.0% من الأسر كان لديها معيلات من الإناث دون وجود شريك، بينما كانت نسبة 3.4% من الأسر لديها معيلون من الذكور دون وجود شريكة وكانت نسبة 33.7% من غير العائلات. وبلغ متوسط حجم الأسرة المعيشية 2.68، أما متوسط حجم العائلات فبلغ 2.22.
بلغ العمر الوسطي للسكان 47.5 عاماً. وكانت نسبة 16.2% من القاطنين تحت سن الثامنة عشر، وكانت نسبة 10.2% بين الثامنة عشر والأربعة وعشرون عاماً، ونسبة 17.7% كانت واقعةً في الفئة العمرية ما بين الخامسة والعشرون حتى والأربعة وأربعون عاماً، ونسبة 32.9% كانت ما بين الخامسة والأربعون حتى الرابعة والستون، ونسبة 23.2% كانت ضمن فئة الخامسة والستون عاماً فما فوق. وتوزع التركيب الجنسي للسكان بنسبة 49.0% ذكور و51.0% إناث.